# Club Tennis Taula Parets
El Club Tennis Taula Parets és un club de tennis de taula del poble de Parets del Vallès, és el més antic del Vallès Oriental, i actualment competeix a la Segona divisió masculina en el grup 4 de la lliga espanyola de Tennis Taula.
L'any 1998, per primera vegada en la seva història, van aconseguir l'ascens a primera estatal, la màxima categoria del Tennis Taula.
La temporada 2011-2012 va disputar la lliga en la categoria de Primera divisió estatal.
La temporada 2015-2016 juga a la 2a divisió masculina dins del grup 4. Entre els jugadors més rellevants del club, destaquen Miquel Molina i Navarro, Esteve Pineda i Guasch, Jordi Rivera i Piñero, Eduard Manau, Agustí Martín, i Mario García Samblás.